# Bazylika św. Antoniego w Rheine
Kościół św. Antoniego, zwyczajowo zwany bazyliką (niem. St.-Antonius-Basilika) – neoromańska świątynia rzymskokatolicka znajdująca się w niemieckim mieście Rheine.

## Historia
W połowie XIX wieku w Rheine zaczął rozwijać się przemysł włókienniczy, który spowodował znaczny napływ ludzi do miasta. Z powodu znacznego wzrostu liczby wiernych podjęto decyzję o wzniesieniu nowej świątyni. Projekt sporządził Johannes Franziskus Klomp. Zdecydowano, że wieża kościoła powinna górować nad kominami okolicznych fabryk. Kamień węgielny wmurowano w roku 1901, a 4 kwietnia 1904 świątynię konsekrowano.

## Architektura i wyposażenie
Wygląd neoromańskiej świątyni nawiązuje do kościoła św. Michała w Hildesheimie. Jest trójnawową bazyliką z transeptem, wzniesioną z piaskowca. Od wschodu i zachodu do bryły gmachu dostawiono absydy. Portal zachodni wzorowano na portalu katedry w Königslutter am Elm. Wieża kościelna, inspirowana wieżą katedry w Paderborn, ma wysokość 102,4 m, co czyni ją najwyższą tego typu konstrukcją w diecezji Münsteru. 54-głosowe organy wykonał w 1984 roku G. Christian Lobback.
Na wieży kościoła w 1921 roku zainstalowano siedem stalowych dzwonów, które zawieszono na konstrukcji z drewna dębowego. Dane instrumentów:
| Imię           | Waga     | Średnica | Ton | Rok odlania | Ludwisarnia      |
| -------------- | -------- | -------- | --- | ----------- | ---------------- |
| Aloysius       | ~270 kg  | 90 cm    | c"  | 1919        | Buderus, Wetzlar |
| Agnes          | ~450 kg  | 105 cm   | a'  | 1919        | Buderus, Wetzlar |
| Maria          | ~600 kg  | 118 cm   | g'  | 1919        | Buderus, Wetzlar |
| Antonius       | ~1000 kg | 140 cm   | e'  | 1919        | Buderus, Wetzlar |
| Franz-Heinrich | ~1660 kg | 159 cm   | d'  | 1919        | Buderus, Wetzlar |
| Georg          | ~2250 kg | 179 cm   | c'  | 1919        | Buderus, Wetzlar |
| Franz-August   | ~3960 kg | 212,5 cm | a°  | 1919        | Buderus, Wetzlar |

## Galeria

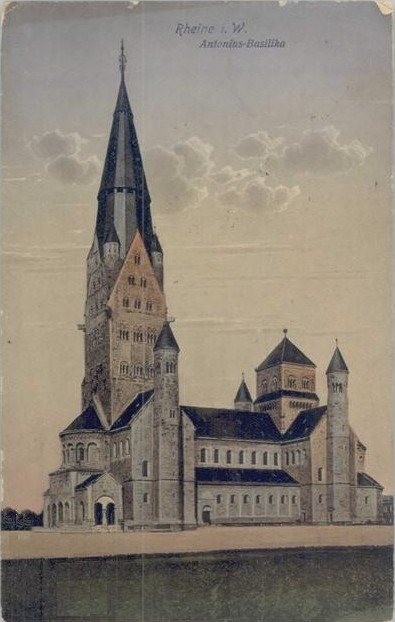
Widok w 1914
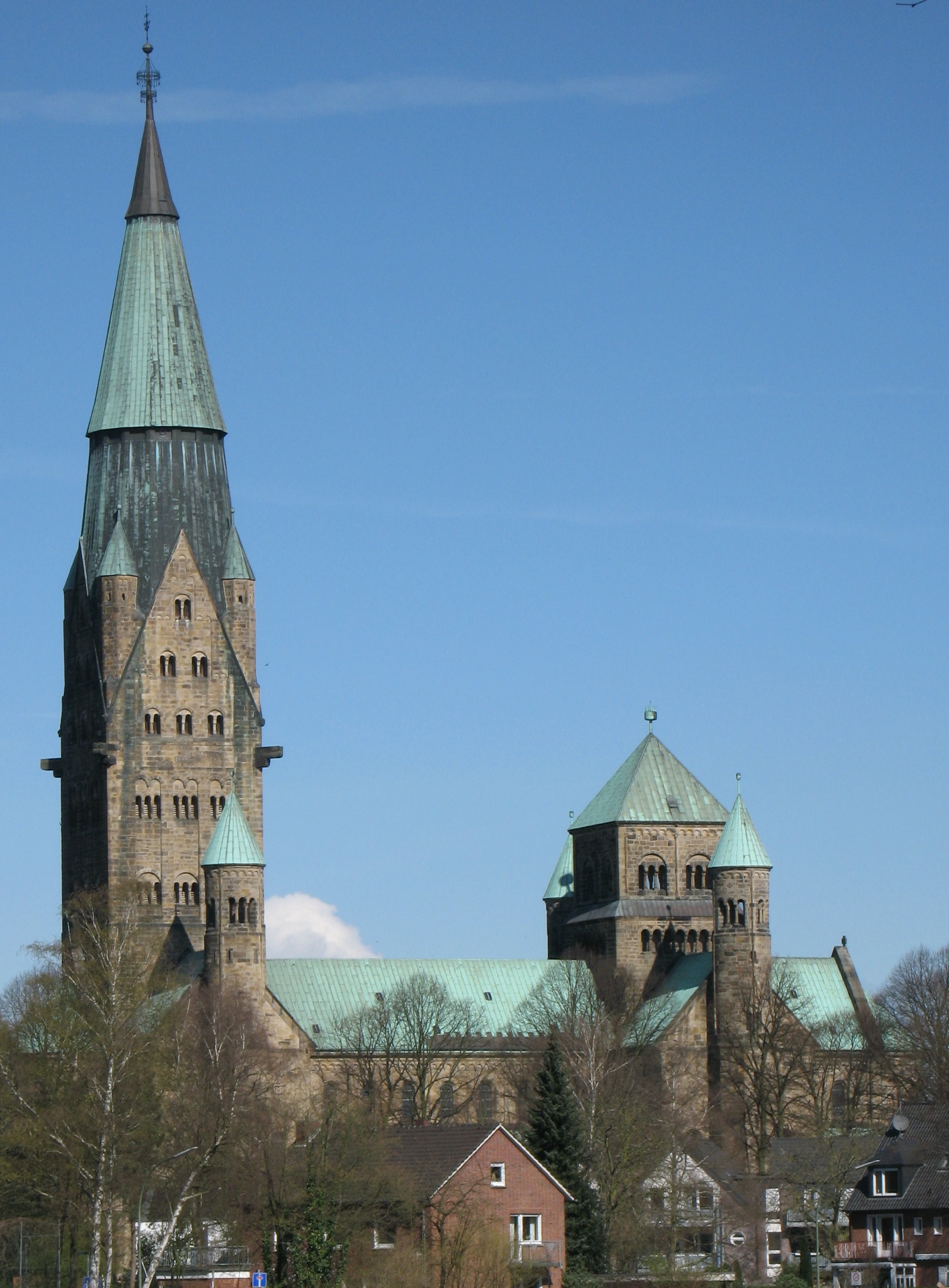
Widok z południa
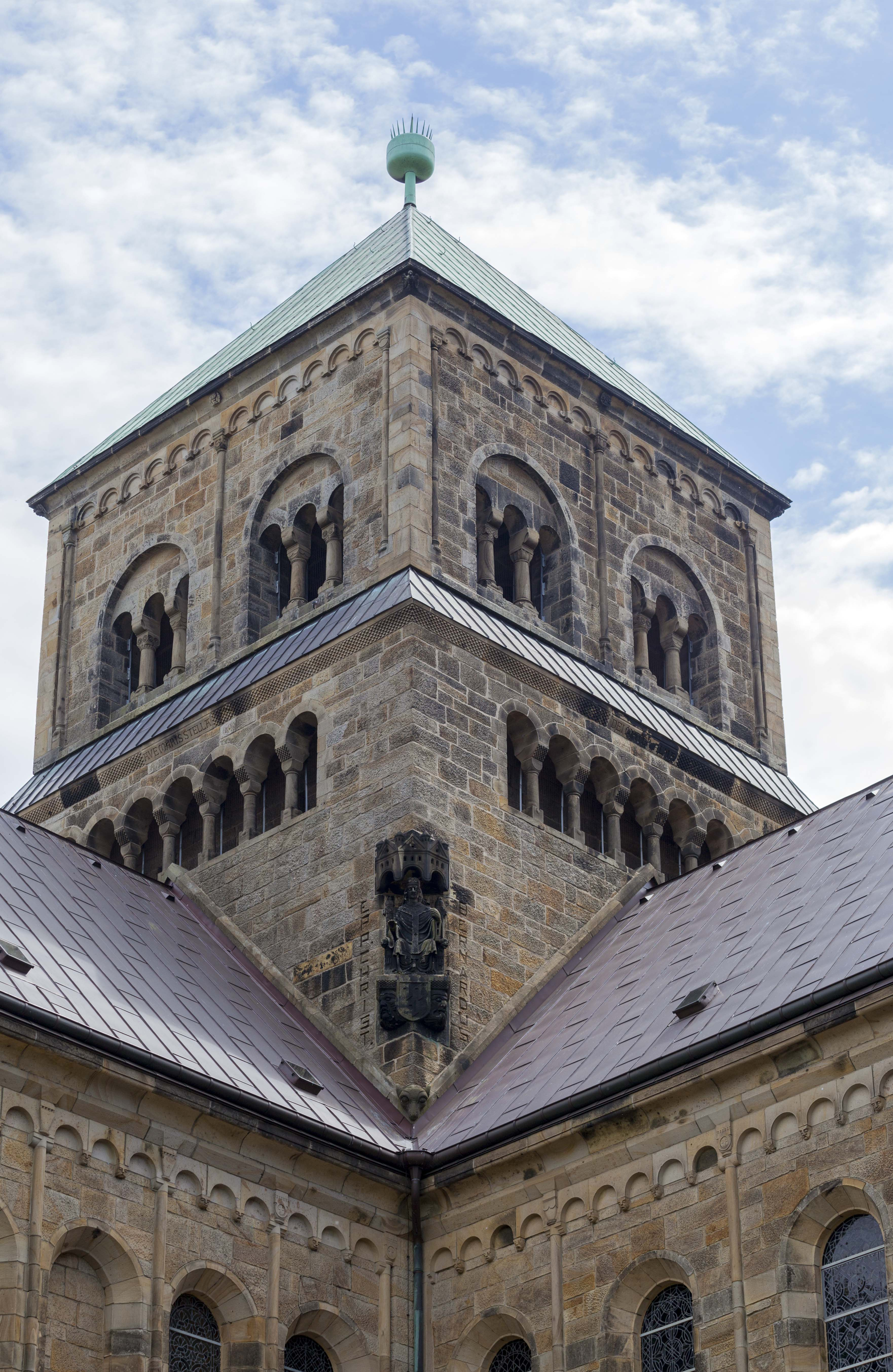
Wieża nad skrzyżowaniem naw
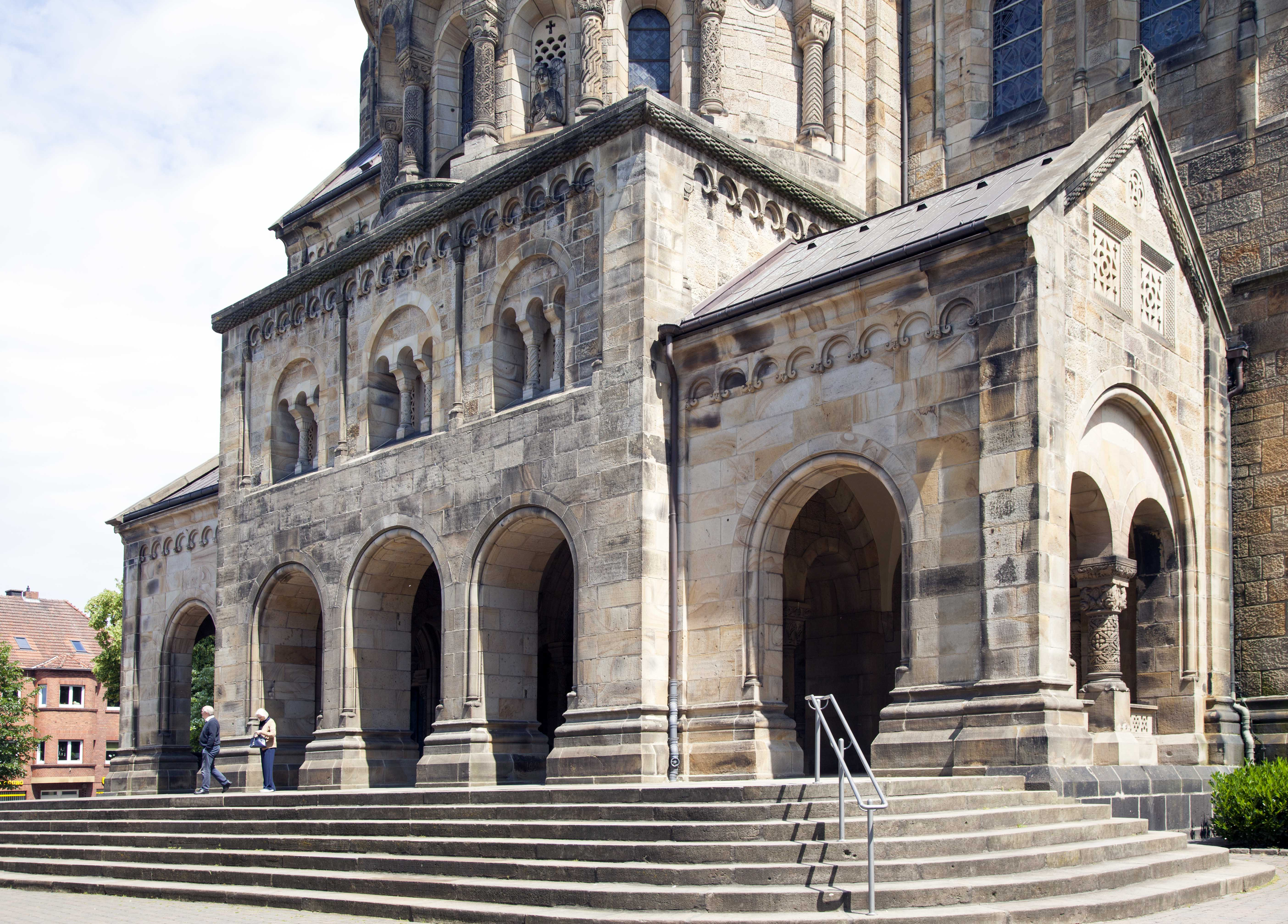
Portal zachodni
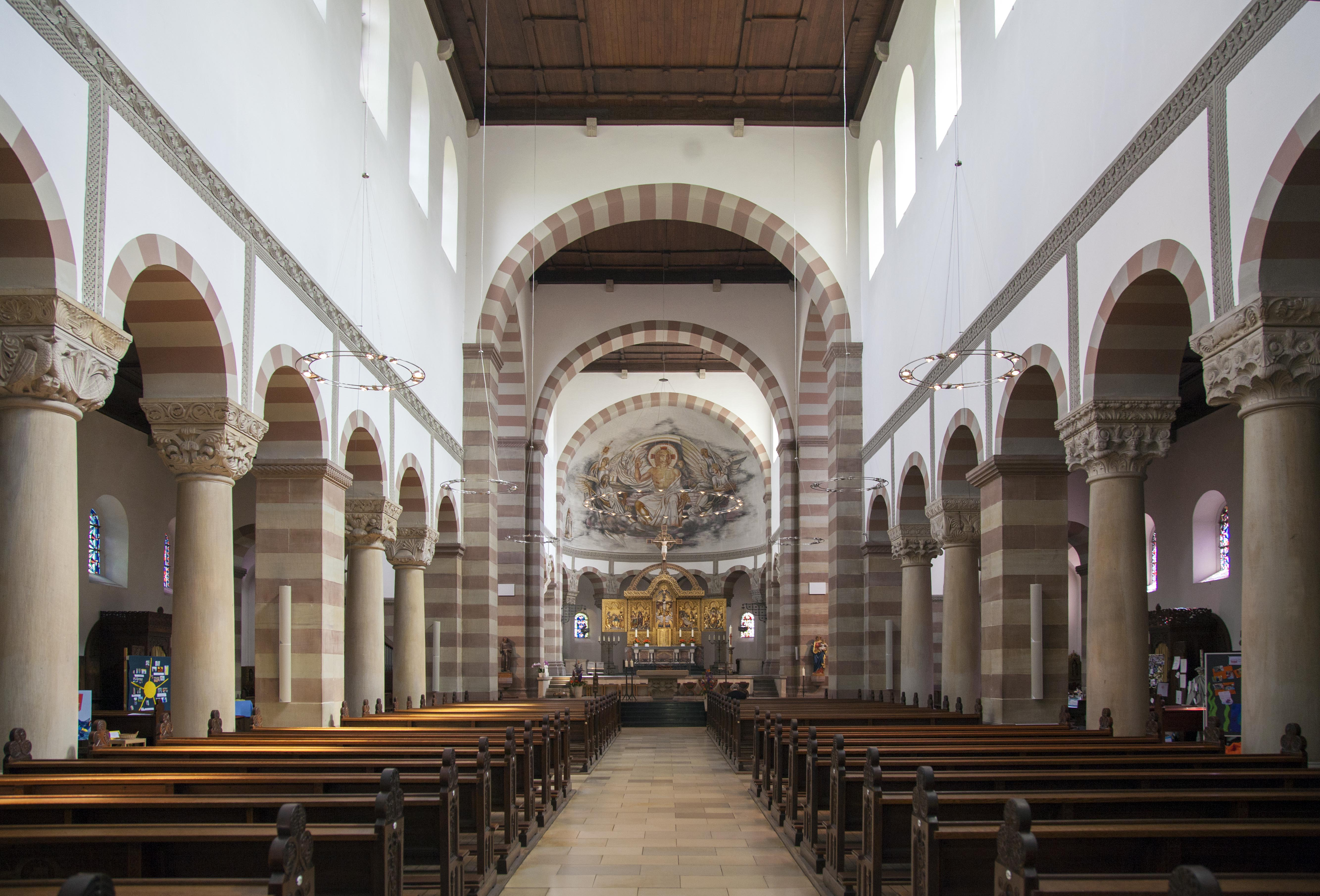
Wnętrze
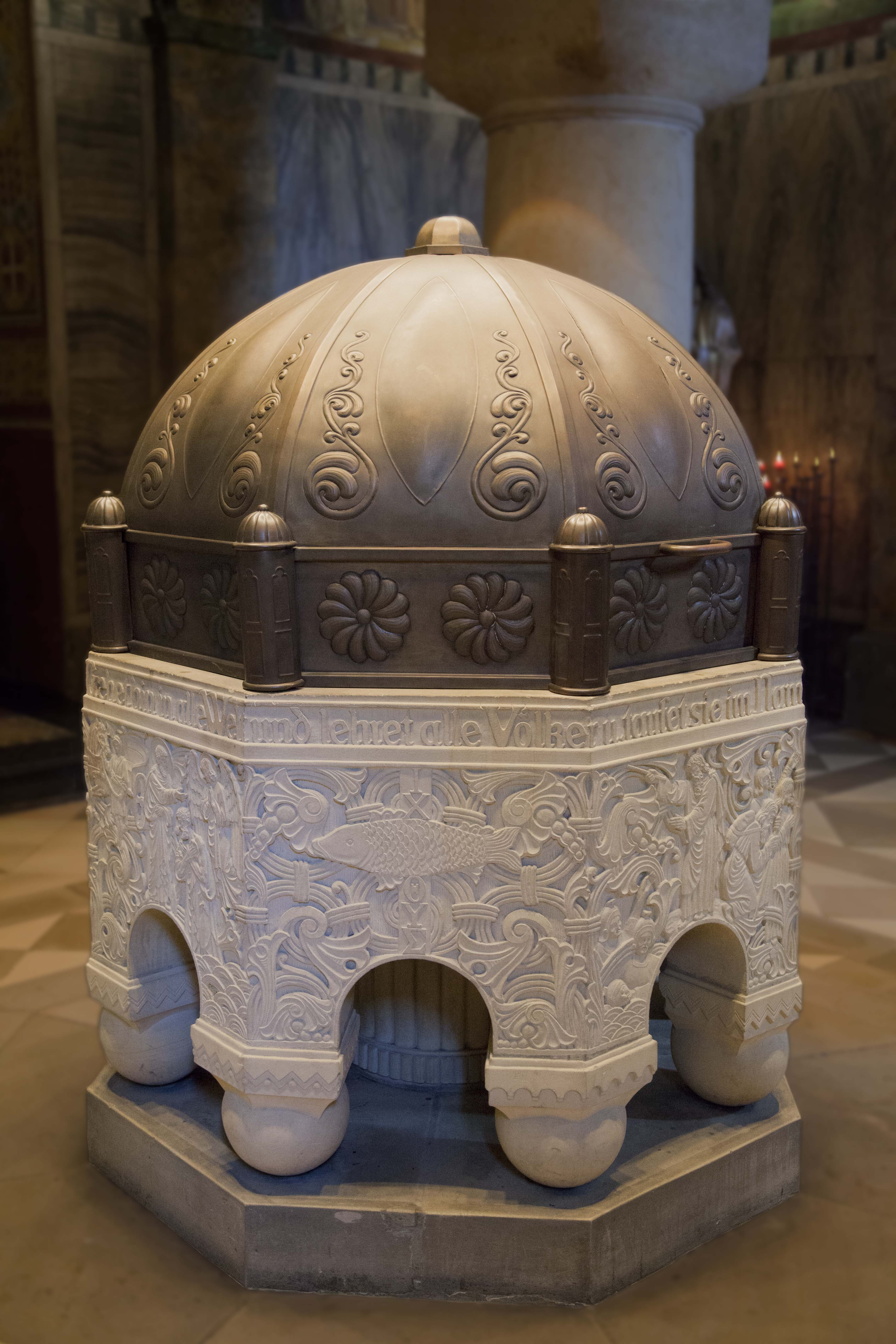
Chrzcielnica
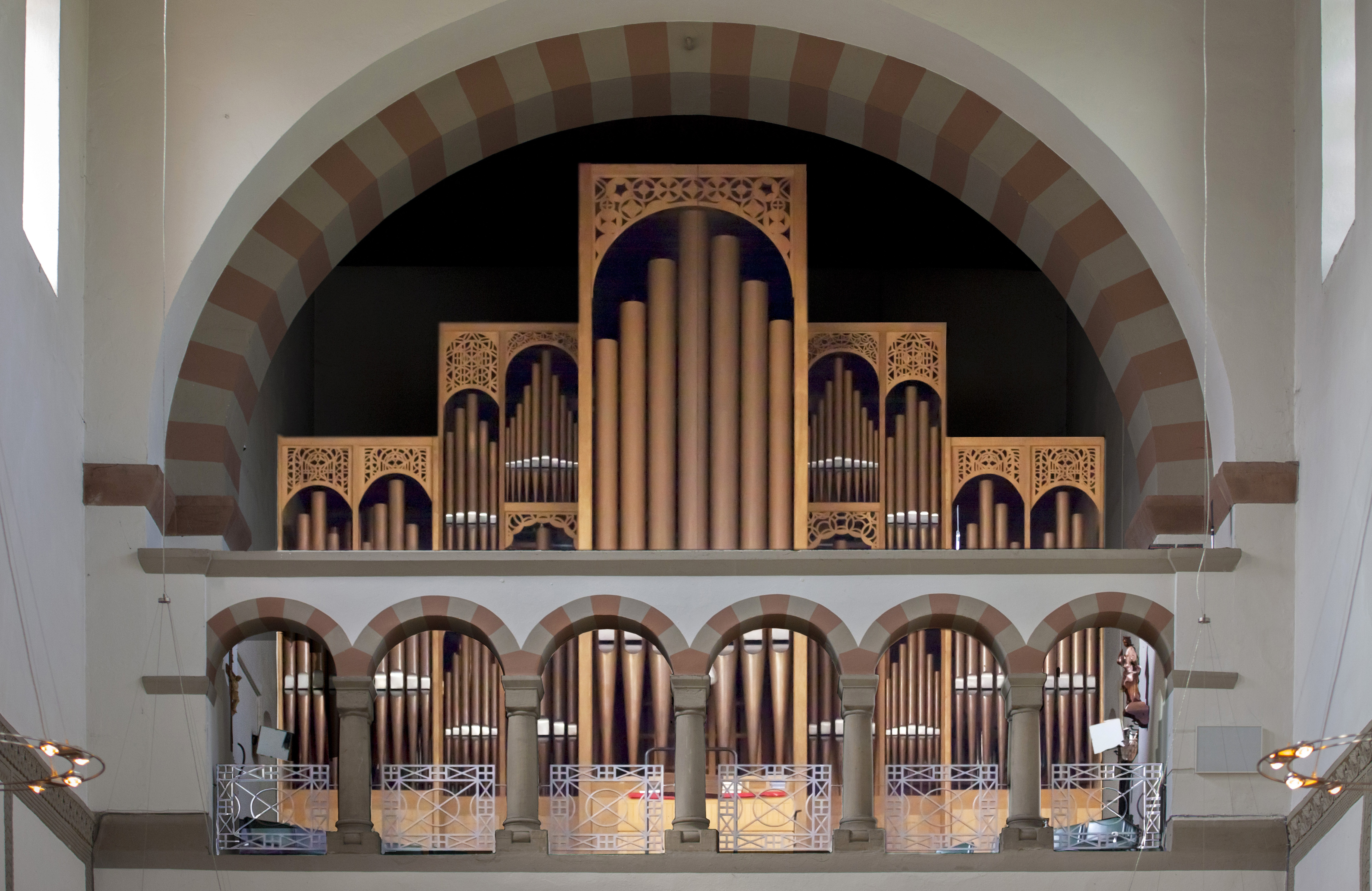
Organy